# Thomas Paulsamy
Thomas Paulsamy (ur. 2 sierpnia 1951 w Poolampatty) – indyjski duchowny rzymskokatolicki, od 2016 biskup Dindigul.

## Życiorys
Święcenia kapłańskie przyjął 25 maja 1977 i został inkardynowany do diecezji Tiruchirapalli. Pracował głównie jako duszpasterz parafialny. W latach 2007–2015 pełnił funkcję wikariusza generalnego diecezji.
11 kwietnia 2016 otrzymał nominację na biskupa Dindigul. Sakry biskupiej udzielił mu 22 maja 2016 abp Salvatore Pennacchio.